# Otto Hantschick
Otto Franz Hantschick (* 11. Februar 1884 in Berlin; † 19. April 1952 ebenda) war ein deutscher Fußballspieler. Der Abwehrspieler von Union 92 Berlin bestritt 1908 und 1909 zwei Länderspiele für die A-Nationalmannschaft.

## Karriere

### Vereine
Hantschick gehörte von 1906 bis 1914 dem BTuFC Union 1892 an, für den er in den vom Verband Berliner Ballspielvereine bis zur Saison 1910/11, ab der Saison 1911/12 in den vom Verband Brandenburgischer Ballspielvereine organisierten Berliner Fußballmeisterschaften zum Einsatz kam. Als Union 92 im Jahr 1905 die deutsche Meisterschaft errang, gehörte der Defensivspieler noch nicht der Mannschaft an; er studierte zu diesem Zeitpunkt in Frankfurt, wo er sich als Maler und Zeichner ausbilden ließ. In der Berliner Meisterschaft 1907/08 erreichte er mit dem Team vom Union-Platz Mariendorf hinter Viktoria 89 die Vizemeisterschaft. Im Jahr 1908 verlor Union 92 auch das Finale um den Berliner Landespokal gegen den damals dominierenden BFC Viktoria 1889. Von 1910 bis 1912 landete er mit Union 92 dreimal in Folge in Berlin auf dem dritten Rang.
Hantschick war ein athletischer Abwehrspieler, der sich durch Entschlossenheit, Durchschlagskraft und ausgeprägte Kopfballstärke auszeichnete.

### Nationalmannschaft
Hantschick absolvierte zwei Länderspiele für den DFB. Beide Male gegen die Nationalmannschaft Englands. Das erste – es war das zweite reguläre Länderspiel in der DFB-Historie – ging am 20. April 1908 in Berlin mit 1:5 gegen eine Amateurauswahl von England verloren. Deren Mittelstürmer Vivian Woodward erzielte dabei gegen den Mannschaftskameraden von Hantschick, Torhüter Paul Eichelmann, zwei Tore. Hantschick war als rechter Verteidiger aufgelaufen und der Pforzheimer Arthur Hiller führte das deutsche Team als Spielführer an. Das zweite Länderspiel fand am 16. März 1909 in Oxford statt und wurde mit 0:9 verloren. Der gewaltige Leistungsunterschied in dieser Phase zwischen dem deutschen und englischen Fußball wird dadurch verdeutlicht, dass dem deutschen Torhüter „Adsch“ Werner von Holstein Kiel trotz der neun Gegentore eine überragende Leistung zugeschrieben wird. Bei Bitter wird der „Daily Telegraph“ mit folgender Aussage notiert: „Das einzige Hindernis für England war Adsch Werner.“
Im Wettbewerb um den Kronprinzenpokal vertrat Hantschick am 21. Februar in Hamburg die Auswahl von Berlin gegen Norddeutschland (4:1) und am 18. April 1909 im Finale in Berlin gegen Mitteldeutschland bei einer 1:3-Niederlage. Vereinskollege Ernst Poetsch lief dabei jeweils als rechter Außenläufer auf.

## Sonstiges
Hantschick studierte Malerei und Zeichnung in Frankfurt am Main, bevor er nach Berlin umzog.